# 1647 w sztukach plastycznych
Wydarzenia w sztukach plastycznych i wizualnych w 1647 roku.

## Malarstwo

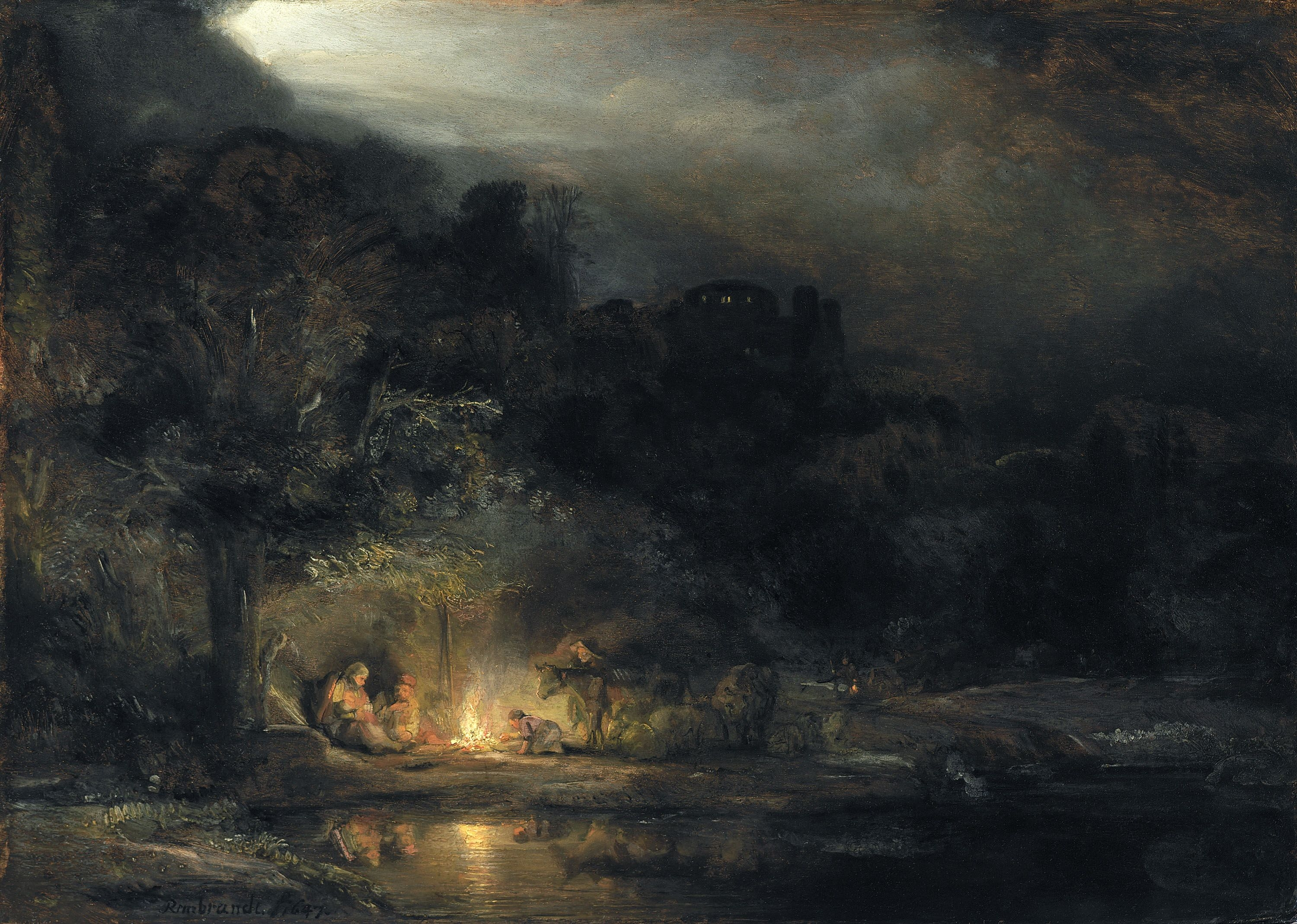
Rembrandt Odpoczynek w czasie ucieczki do Egiptu

- Rembrandt

Odpoczynek w czasie ucieczki do Egiptu – olej na desce, 33,8x47,8 cm

## Urodzeni
- 16 kwietnia – Matthijs Naiveu (zm. 1721), holenderski malarz

## Zmarli
- 27 sierpnia – Pietro Novelli (ur. 1603), włoski malarz